# Carpochloroides
Carpochloroides är ett släkte av insekter. Carpochloroides ingår i familjen filtsköldlöss.
Kladogram enligt Catalogue of Life:
| Carpochloroides | \| \| Carpochloroides mexicanus \| \| \| \| \| \| Carpochloroides viridis \| \| \| \| |
|                 | \| \| Carpochloroides mexicanus \| \| \| \| \| \| Carpochloroides viridis \| \| \| \| |
|                 | Carpochloroides mexicanus                                                             |
|                 |                                                                                       |
|                 | Carpochloroides viridis                                                               |
|                 |                                                                                       |